# День открытых дверей (Американская история ужасов)
«День открытых дверей» (англ. Open House) — седьмой эпизод первого сезона американского телесериала «Американская история ужасов», премьера которого состоялась 16 ноября 2011 года на телеканале FX. Сценарий был написан сосоздателем сериала, Брэдом Фэлчаком, а режиссёром выступил Тим Хантер. Эпизод имеет рейтинг TV-MA (LSV).
В этом эпизоде, Вайолет (Таисса Фармига) утешается правдой о том, что Тейт (Эван Питерс) убил нескольких невинных людей, в то время, как Вивьен (Конни Бриттон) узнает, что беременна двойней. Констанс (Джессика Лэнг) и Ларри (Денис О’Хэр) пытаются помешать Мойре (Фрэнсис Конрой) найти покупателя на дом-убийцу.
В 2012 году, эпизод был номинирован на «Прайм-таймовую премию «Эмми»» в номинации «Лучшая работа художника-постановщика в мини-сериале или телефильме».

## Сюжет эпизода

### 1994 год
У Констанс (Джессика Лэнг) собираются отнять отсталого сына Борегара за плохое отношение к нему. Она просит своего любовника Ларри Харви  (Денис О’Хэр) сделать то, что они обсуждали. Он идет на чердак, укладывает Борегара спать, а затем душит подушкой.

### 2011 год
Вивьен (Конни Бриттон) и Бен (Дилан Макдермотт) узнают, что у них родятся близнецы. Марси(Кристин Эстабрук) находит покупателя Джо Эскандаряна (Амир Арисон) и показывает ему дом. Он собирается выкопать бассейн и Мойра (Фрэнсис Конрой) тут же решает, что это поможет найти ее тело. Вивьен честно рассказывает ему о страшных вещах, произошедших здесь, но он остается заинтересован. Марси ругает Вивьен за это, но та не собирается врать. Ларри Харви (Денис О’Хэр) входит в дом и просит осмотреть его, представившись покупателем. Марси не хочет показывать ему дом и даже наводит на него пистолет. Он угрожает подать в суд за дискриминацию инвалида, и риелтор опускает пистолет. После осмотра Ларри заявляет, что не прочь купить дом.
Вивьен снится, что она занимается сексом с Люком (Моррис Честнат), после он становится Беном и человеком в латексе. Вайолет опять режет руки, Тейт видит это и просит больше не калечить себя. Он спрашивает, верит ли она в призраков, так как считает, что должен быть лучший мир для них. Во время ужина Бен беспокоится о состоянии Вайолет, считая, что у нее депрессия. Девушка говорит, что не хочет продавать дом, угрожает пожаловаться на них в полицию и уходит из-за стола. Вивьен говорит, что есть два потенциальных покупателя. По описанию одного из них Бен понимает, что это Ларри Харви. Джо приходит в дом, где его встречает Мойра. Она ведет его в комнату Вайолет, где говорит, что будет не прочь искупаться голой в бассейне, а затем соблазняет Джо. В коридоре они натыкаются на Бена. Джо говорит, что собирается снести дом.
Бен пробирается в квартиру Ларри. Бен узнал, что мужчина не сидел в тюрьме, на самом деле он был ожоговом отделении и два года провел в психушке. Ларри говорит, что хочет купить дом, чтобы воссоединиться со своей любимой женщиной. Он вспоминает как бросил свою жену Лорейн (Ребекка Високки) ради Констанс. В тот же вечер она и его дочери сгорели при пожаре. Бен говорит, что у них есть другой покупатель, который сравняет дом с землей. Вивьен и Марси посещают экскурсию. Из рассказа экскурсовода становится известно, что Чарльзу (Мэтт Росс) удалось воскресить сына, но он превратился в монстра. Нора (Лили Рэйб) пыталась покормить его грудью, но он начал пить кровь. Она попыталась убить его, но безуспешно. Затем она застрелила своего мужа и себя.
Вивьен хочет сделать дополнительную процедуру, чтобы убедиться, что с детьми все в порядке. Ларри присылает Констанс цветы с запиской, в которой просит прийти в подвал дома-убийцы. На встречи она презрительно относится к нему. Ларри сообщает об истинных намерениях нового покупателя. На чердаке Борегар пугает Вайолет, и Тейт прогоняет его. Он говорит, что призракам достаточно сказать «Убирайся», чтобы те ушли. Он показывает ей старые фотографии дома, которые нашел на чердаке. Среди них есть и фотография семьи Монтгомери. Мария обращается к Вайолет, но та прогоняет ее. Констанс заявляется в дом Джо и требует не сносить дом, чтобы не тревожить могилы усопших. Ему все равно на ее слова. На сеансе с Беном Тейт говорит, что ему стало намного лучше. Психиатр просит сообщить ему, если что-то плохое случится с Вайолет.
Констанс говорит с Тейтам о беседах с доктором. Он говорит, что мать — суть всех его проблем. Она поднимается на чердак, где прощается с Бо. Констанс сообщает Мойре о том, что Джо собирается снести дом, что не в интересах обеих. Констанс придумывает план, как избавится от него. Мойра приглашает Джо и ублажает его в подвале. Во время этого она ранит его, а Ларри душит пакетом. Констанс просит вынести его, чтобы он умер не в доме. Вивьен говорит со своей дочерью о планах на будущее. Вайолет показывает ей фотографию Норы и Чарльза Монтгомери. Вивьен узнает в первой хозяйке дома женщину, которой показывала дом.

## Рейтинги
Эпизод просмотрело в пермьерный день трансляции на телевидении 3,06 миллионов человек, и получил долю 1,8 в категории зрителей от 18 до 49 лет по данным рейтинга Нильсена. Доля эпизода по рейтингам выросла на две десятые по сравнению с рейтингами предыдущего эпизода.

## Награды и номинации
| Год  | Номинируемая работа    | Номинация                                                                   | Результат |
| ---- | ---------------------- | --------------------------------------------------------------------------- | --------- |
| 2012 | «День открытых дверей» | «Лучшая работа художника-постановщика в мини-сериале или телефильме» (Эмми) | Номинация |